# Dirphia venata
Dirphia venata är en fjärilsart som beskrevs av Butler 1871. Dirphia venata ingår i släktet Dirphia och familjen påfågelsspinnare. Inga underarter finns listade i Catalogue of Life.